# Delicias
Delicias – miasto w północnym Meksyku, w stanie Chihuahua, nad rzeką Conchos, na południowy wschód od stolicy stanu Chihuahua. Jest lokalnym centrum przemysłowym i rolniczym i siedzibą gminy o tej samej nazwie.

## Historia
Wykopaliska archeologiczne świadczą o tym, że dolina rzeki Conchos była już zamieszkała w czasach prehistorycznych. W muzeum paleontologicznym w Delicias (Museo de Paleontología) można podziwiać dobrze zachowane mumie zamieszkujących niegdyś ludzi. Kolonizacja jednak w czasach współczesnych miała miejsce stosunkowo późno, dopiero po wybudowaniu kolei i stacji w 1884 roku, która odbierała produkty rolnicze z Old Delicias Hacienda. 
Kolejnymi osiedleńcami byli koloniści pochodzenia niemieckiego, którzy znacznie przyczynili się do rozwoju regionu zakładając manufaktury produkujące narzędzia i warzelnie piwa. W okresie Rewolucji meksykańskiej zwolennicy Pancho Villi siłą usunęli osadników i dopiero po zakończeniu rewolucji nadano w 1933 roku Delicias prawa miejskie a dwa lata później utworzono gminę o tej samej nazwie.

## Gospodarka
Delicias jest obecnie znanym centrum rolniczym specjalizującym się w produkcji mleka oraz pekanów, chili, bawełny, pomidorów, cebuli i orzeszków ziemnych. 
Ponadto Delicias znany jest z produkcji mebli zarówno na rynek krajowy jak i zagraniczny, a w specjalnej strefie ekonomicznej znajdują się fabryki tekstylne.

## Warunki klimatyczne
Klimat Delicias należy do półpustynnego, roczne opady zawierają się w przedziale pomiędzy 300 a 400 mm. Okres suchy charakteryzuje się dużymi dobowymi wahaniami temperatury i może wtedy dochodzić do nocnych przymrozków.
| Miesiąc                          | Sty | Lut | Mar | Kwi | Maj | Cze | Lip | Sie | Wrz | Paź | Lis | Gru | Roczna |
| -------------------------------- | --- | --- | --- | --- | --- | --- | --- | --- | --- | --- | --- | --- | ------ |
| Średnie temperatury w dzień [°C] | 18  | 20  | 24  | 27  | 32  | 34  | 32  | 30  | 29  | 25  | 21  | 18  | 25     |
| Średnie temperatury w nocy [°C]  | 2   | 5   | 7   | 12  | 15  | 20  | 20  | 18  | 14  | 10  | 5   | 2   | 10     |
| Opady [cm]                       | 1.2 | 0.6 | 0.4 | 0.8 | 2.6 | 3.6 | 7.1 | 7.7 | 7.1 | 2.8 | 1.0 | 1.2 | 36,6   |
| Źródło: February 13, 2008        |     |     |     |     |     |     |     |     |     |     |     |     |        |